# Torano Castello
Torano Castello község (comune) Olaszország Calabria régiójában, Cosenza megyében.

## Fekvése
A megye központi részén fekszik. Határai: Bisignano, Cerzeto, Lattarico és San Martino di Finita.

## Története
Tauranum néven a 11. században említik először, habár egyes történészek szerint az enotrik által alapított ókori város, Dampetia helyén alakult ki.

## Népessége
A népesség számának alakulása:

## Főbb látnivalói
- Palazzo Caputo
- Palazzo Cavalcanti
- Palazzo Caccuri
- Palazzo Baviera
- Palazzo Mayerà
- Santa Maria Assunta-templom
- San Pietro-templom
- San Nicola-templom
- San Giovanni-templom
- San Biagio-templom
- San Marco-kápolna